# Петровский, Михаил Михайлович
Михаи́л Миха́йлович Петро́вский (род. 13 августа 1976) — российский журналист, актёр, музыкант, телеведущий и блогер. Стал известным после роли Штыка в фильме Романа Качанова «ДМБ».

## Биография
Михаил Петровский родился 13 августа 1976 года. Учился на актёрском факультете Высшего театрального училища им. Б. В. Щукина (курс Е. Р. Симонова, художественный руководитель В. П. Николаенко). Закончил обучение В 1997 году, после чего был принят в труппу театра имени Ермоловой, но продолжать карьеру театрального актёра не стал, вместо этого стал заниматься музыкой и попутно снимался в кино.
В 90-е годы был гитаристом и вокалистом в рок-группе «Паровоз» (The Steamer) вместе с бас-гитаристами Сананом Ушановым и Константином Савельевских, барабанщиками Владимиром Ребриевым, Сергеем Кобозевым и Аркадием Людвиполем, вокалистами Александром Черновым и Анастасией Медведевой. Написал большинство песен группы. Кроме «Паровоза», входил в состав музыкальных групп «Жабры» и «Гренки», организованных московскими актёрами Евгением Цыгановым, Олегом Долиным и Павлом Баршаком. В смешанном составе с группой «Наив» выступал в концертном трибьюте группе «The Offspring». Параллельно с музыкальной карьерой снимался в кино. Единственной главной ролью стала принёсшая ему славу роль Штыка (солдата Владика) в фильме Романа Качанова «ДМБ».
С 2002 по 2008 год работал корреспондентом газеты «Авторевю», а также являлся соавтором и соведущим программы «Подорожник», выходившей на Первом канале.
С 2008 по 2021 год являлся главным редактором интернет-портала DRIVE.RU, а также с 2008 года ведёт блог на социальном DRIVE-сателлите DRIVE2.RU.
В 2009 году был одним из трёх ведущих телепередачи «Top Gear: Русская версия».

### Фильмография
| Год  |   | Название       | Роль                                          |
| ---- | - | -------------- | --------------------------------------------- |
| 1998 | ф | Хочу в тюрьму  | Крис, приятель Лямкина в нидерландской тюрьме |
| 2000 | ф | ДМБ            | Штык (Владик)                                 |
| 2000 | ф | 24 часа        | компьютерщик профсоюза киллеров               |
| 2000 | ф | Марш Турецкого | эпизод                                        |
| 2001 | ф | Даун Хаус      | Иван Грозный                                  |
| 2001 | ф | Семейные тайны | Антон                                         |
| 2003 | ф | Каменская-3    | Игорь, сын Соловьёва                          |